# Fremdsprachenunterricht

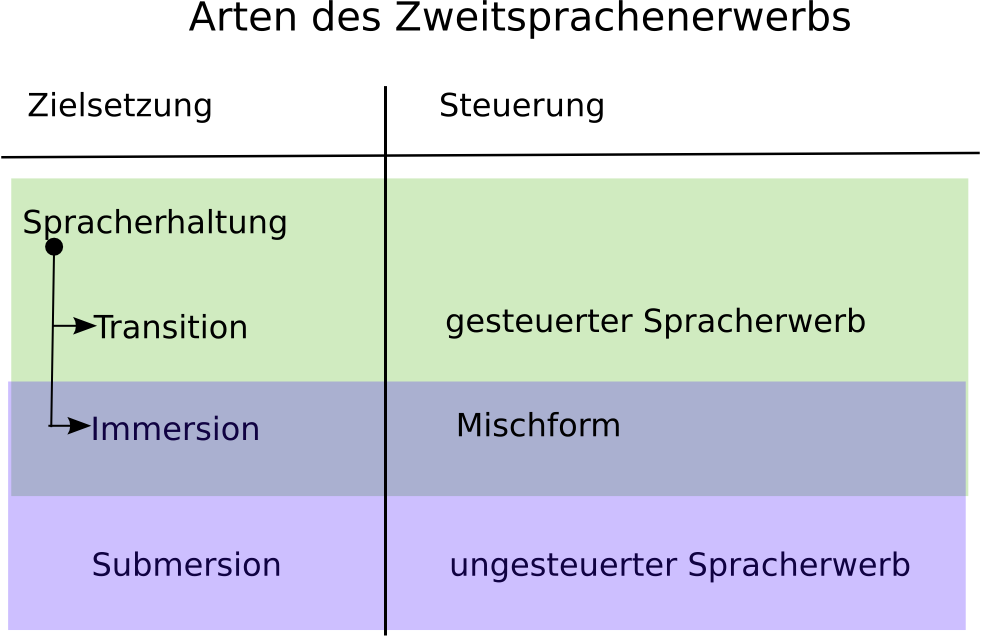
Arten des Zweitsprachenerwerbs

Fremdsprachenunterricht bezeichnet das Lehren und das Erlernen einer Sprache, die nicht zu der/den Muttersprache(n) gehört, in Bildungsinstitutionen oder im Privatunterricht.

## Unterrichtsmethoden
Im Laufe seiner Geschichte hat der Fremdsprachenunterricht folgende zentralen methodischen Konzepte hervorgebracht (chronologische Anordnung) (vgl. auch Methodengeschichte des Fremdsprachenunterrichts sowie Fremdsprachendidaktik):

### Grammatik-Übersetzungsmethode
Die Grammatik-Übersetzungsmethode (GÜM) entstammt dem altsprachlichen Unterricht, in dem sie vorherrschende Unterrichtsmethode ist. Bis zum Ende des 19. Jahrhunderts war sie die an höheren Schulen und Hochschulen – an anderen Schulformen wurden keine Fremdsprachen unterrichtet – verwendete Methode. Sie zielte neben dem bloßen Erlernen der Fremdsprache nach dem damaligen neuhumanistischen Bildungsideal auf die allgemeine Geistesschulung der Lerner ab.
Die Texte des Unterrichts bedienten sich des hochkulturellen Repertoires der Zielsprache. Neben literarischen Texten gehören oder gehörten dazu erzählende Texte über wichtige Persönlichkeiten von Kunst, Literatur und Politik.
Ausgangs- und ausschließliche Unterrichtssprache in der GÜM ist die Muttersprache. Die gesprochene Zielsprache spielt keine Rolle. Stattdessen wird ausschließlich die Schriftsprache eingeübt. Am Anfang steht das Erlernen der gesamten Grammatik nach einem festgelegten Curriculum. Dies geschieht durch Übersetzungen und besonders mit Hilfe von Übungssätzen (Lückensätzen), die auf die jeweilige grammatische Unterrichtseinheit zugeschnitten sind. Nach dem Erlernen der Grammatik wird Lektüre und Übersetzung zielsprachlicher (literarischer) Texte betrieben. Teilweise wurden auch Anthologien verwendet.
Lerntheoretischer Hintergrund ist eine starke auf Erkenntnis beruhende Ausrichtung. Hauptvorteil der GÜM ist die gute geistige Durchdringung des Stoffes und die gute Vermittlung von Grammatik und Schriftsprachbeherrschung. Dem gegenüber steht insbesondere, dass die Sprechfertigkeit wegen der Vernachlässigung des Sprechens und Hörens nicht geübt wird. Historisch führte dies auch in einer Debatte um die Ausrichtung des Fremdsprachenunterrichts seit Beginn der 1880er zur Ablösung der GÜM durch andere Methoden (Viëtors „Direkte Methode“ und schrittweise deren Nachfolger), da das zunehmend nach außen orientierte deutsche Kaiserreich im imperialistischen Zeitalter dringenden Bedarf an kompetenten Sprechern neuer Sprachen entwickelte und sich die GÜM darin unterlegen zeigte.

### Behavioristische Methoden

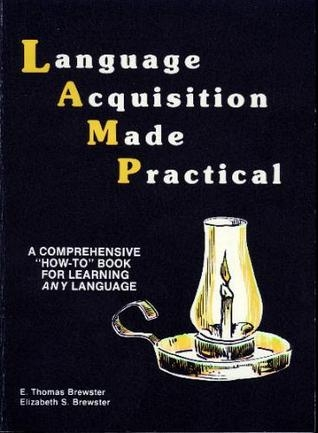
Beispiel für an Alltagssituationen orientierte Sprachlernmethode: LAMP-Methode

Zu den behavioristischen Methoden zählen die Audiolinguale Methode und die audiovisuelle Methode. Die Inhalte bestehen zumeist aus Dialogen über Alltagssituationen. Als Sprachebene gilt die gesprochene, die Dialogsprache, wobei stets Einsprachigkeit vorherrscht. Die Übungen beinhalten Satzmusterübungen (Pattern-Drills) und Situationsspiele.
- Vorteile: Die Sprachstrukturen werden automatisiert. Beim Erlernen von Fremdsprachen mit anspruchsvoller Aussprache (z. B. Hochchinesisch) ist die audiolinguale Methode außerordentlich effizient.
- Nachteile: Das Lernen kann als langweilig empfunden werden; dies trifft besonders zu, wenn der Schüler das Lerntempo nicht individuell steuern kann. Wenn auch die Schriftsprache erworben werden soll, muss die audiolinguale Methode durch andere Methoden ergänzt werden.

### Kommunikative Methoden
In Deutschland wurde sie durch den Fremdsprachendidaktiker Hans-Eberhard Piepho eingeleitet (vgl. Kommunikative Wende). Die textlichen Inhalte dieser Methode sollen Konflikte aufzeigen, die die Sprachschüler zu persönlichen Stellungnahmen anregen. Die Sprachproduktion besitzt Vorrang gegenüber der Sprachkorrektheit, Fehler werden akzeptiert. Bei den Übungen wird der Lernende aufgefordert, seine Meinung zu äußern.
- Vorteil: Die Lernenden gewinnen an Sprechfertigkeit, die Angst vor Fehlern wird abgebaut.
- Nachteil: Die Qualität der Sprache wird vernachlässigt; die kommunikative Kompetenz erreicht schnell ihre Grenzen.

### Konstruktivistische Grundsätze
Hier steht das eigenaktive „Lernen“ der Schüler im Vordergrund, nicht die lehrerseitige „Instruktion.“ Das heißt, die Aufgabe der Lehrperson ist es nicht zu „lehren“, sondern „Lernen“ zu ermöglichen und zu erleichtern. (Vgl. hierzu ausführlicher Lernorientierung (Fremdsprachenunterricht).) Der Unterricht ist handlungsorientiert und die Inhalte sind nahe an der Schülerwirklichkeit. Sie sollen den Schüler anregen, sich selbst Wissen beizubringen (zum Beispiel im Rahmen von Projekten). Die Sprachebene ist so breit wie möglich. Variationen werden akzeptiert. Bei den Übungen steht die Sprachproduktion im Mittelpunkt.
- Vorteil: Vorbereitung auf die reale Welt.
- Nachteil: Nachteile haben sich noch nicht gezeigt.

### Lernen durch Lehren

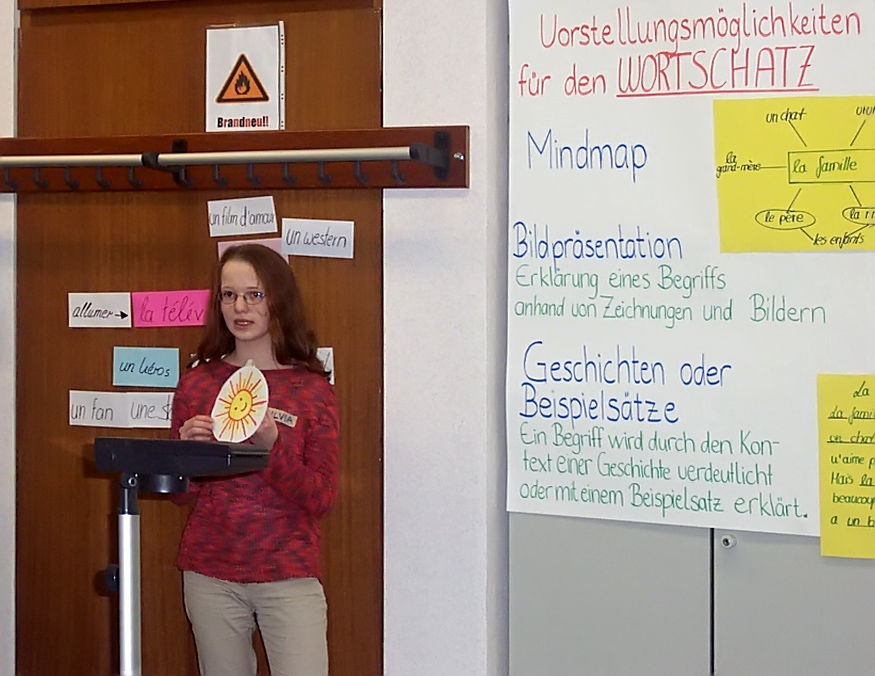
Anwendung von LdL im Sprachunterricht: Schülerin führt neuen Wortschatz ein.

Lernen durch Lehren (LdL) ist eine besonders in Deutschland verbreitete Unterrichtsmethode (Jean-Pol Martin, Joachim Grzega), die zwar in allen Fächern praktiziert werden kann, sich aber besonders für den Fremdsprachenunterricht eignet. Hier bringen sich die Schüler gegenseitig den Lernstoff bei. Darüber hinaus wird die Lernergruppe metaphorisch zum neuronalen Netz umgestaltet, das im Rahmen intensiver Interaktionen Informationen vermittelt. Für Nieweler, den Herausgeber des Handbuchs zur Französischdidaktik (2006) ist LdL „eine radikale Form der Schüler- und Handlungsorientierung“. Insofern realisiert LdL den in der Gesellschaft breit geforderten Paradigmenwechsel von der Instruktion zur gemeinsamen Handlungsorientierung. Dieser Paradigmenwechsel wird durch folgende Strukturen und Merkmale charakterisiert:
Zwischen den Lernern entsteht durch intensive Interaktionen eine Vernetzung mit entsprechenden Netzwerkeffekten (Reaktionsschwelle, Resonanz, Redundanz). Im Rahmen dieser Interaktionen werden Informationen zu Wissen veredelt, indem permanent relevante aus irrelevanten Informationen selektiert werden und zur nächsthöheren Instanz zur Bearbeitung weitergeleitet werden. So entstehen aus diesen Interaktionen Emergenzen, es wird handlungsorientiert gearbeitet. Während man es im instruktionistischen Modell mit Linearität a priori zu tun hat, entsteht bei LdL Linearität a posteriori. Oberstes Prinzip ist die Ressourcenorientierung. Wichtig in diesem Zusammenhang ist, dass der Klassenraumdiskurs in großer Konzentration erfolgt, damit alle Informationen erkannt und verarbeitet werden (Aufmerksamkeitsökonomie, Reaktionsschwelle).

### Gegenwärtige Entwicklungen
Die neueren Lehrpläne und Lehrmaterialien zeigen eine Schwerpunktlegung auf folgende Aspekte:
- Verstärkung der Bedeutung der mündlichen Leistung (in Bayern muss eine Schulaufgabe pro Lernjahr als mündliche Prüfung gestaltet werden)
- Lernerautonomie: Die Lehrmaterialien sollen dem Lerner die Möglichkeit eröffnen, auch ohne Unterstützung des Lehrers sein Wissen zu vertiefen und auszubauen. So werden die Lerner in den Lehrwerken direkt angesprochen und sie bekommen Ratschläge zur Ausspracheschulung, zum Wortschatzerwerb (Wörterkarteien, Gedächtnisübung), zum Lese- und Hörverstehen.
- Selbstevaluation und lebenslanges Lernen: Um die Lerner daran zu gewöhnen, ihren Lernprozess immer selbständiger in die Hand zu nehmen, enthalten die Lehrwerke Selbstevaluationsbögen. Ferner werden Portfolios eingeführt, die den Lerner anregen, über seine Lernerfolge und -zielsetzungen Buch zu führen.
- Weitere Veränderungen in der Konzeption von schulischem Fremdsprachenunterricht, die insbesondere im Gefolge der beiden PISA-Studien (Programme for International Student Assessment) von 2001 bzw. 2003 angestrengt werden, lassen sich an den Begriffen Bildungsstandards und Standardorientierung festmachen.

### Weitere Unterrichtsarrangements

#### Bilingualer Unterricht
In einigen Ländern wird der Unterricht gänzlich in der zu lernenden Sprache abgehalten. Seit den 1960er und 1970er Jahren wurden in Mittel- und Osteuropa (auch in Deutschland) zweisprachige Schulen für besonders gute Schüler eingerichtet. Abgesehen von Sprachen wurde jedes Fach in der Fremdsprache gelehrt. Ab den 1990er Jahren wurde dieses System für alle geöffnet, allerdings müssen Schüler in einigen Ländern noch Eingangstests bestehen. Zur selben Zeit richteten Belgien (französischer Teil), Frankreich, Niederlande, Österreich und Finnland ebenfalls bilinguale Schulen ein.

### Abkürzungen
- CALL: Computer Assisted Language Learning – Computergestütztes Lernen von Sprachen
- DAF: Deutsch als Fremdsprache
- DAZ: Deutsch als Zweitsprache
- DALF: Diplôme approfondi de langue française – Französisches Sprachdiplom (Stufe II)
- DELE: Diploma de español como lengua extranjera – Diplom für das Erlernen von Spanisch als Zweitsprache [diplomas.cervantes.es]
- DELF: Diplôme d’études en langue française – Französisches Sprachdiplom (Stufe I)
- DSH: Deutsche Sprachprüfung für den Hochschulzugang – Sprachtest für fremdsprachige Studienbewerber in Deutschland
- EAL: English as an Additional Language – Englisch als Zusatzsprache. Gilt, wenn jemand im englischsprachigen Raum Englisch erlernen möchte.
- EFL: English as a Foreign Language – Englisch als Fremdsprache
- ELT: English Language Teaching – Englischer Sprachunterricht
- ESL: English as a Second Language – Englisch als Zweitsprache
- LDL: Lernen durch Lehren – Konstruktivistische Unterrichtsmethode
- ÖSD: Österreichisches Sprachdiplom Deutsch – Internationale Sprachprüfungen für DaF
- SLA: Second Language Acquisition – Erwerben einer Zweitsprache
- TEFL: Teaching English as a Foreign Language – Unterrichten von Englisch als Fremdsprache
- TESL: Teaching English as a Second Language – Unterrichten von Englisch als Zweitsprache
- TESOL: Teaching English to Speakers of Other Languages – Unterrichten von Englisch für Sprecher anderer Sprachen
- TELL: Technology-Enhanced Language Learning – Technik-gestütztes Sprachlernen
- TOEFL: Test of English as a Foreign Language – Test des Englischen als Fremdsprache
- TOEIC: Test of English for International Communication – Test des Englischen in Internationaler Kommunikation.
- HSK: Hanyu Shuiping Kaoshi – Chinesisch für Ausländer.
- TOPIK: Test of Proficiency in Korean.
- JLPT: Japanese Language Proficiency Test.

## Situation in einzelnen Ländern

### China
In China ist Englisch die erste Fremdsprache in der Grundschule. Später folgen andere Sprachen wie zum Beispiel Deutsch und Japanisch. Die Schüler müssen viele Prüfungen ablegen:
| Abkürzung | Chinesische Übersetzung |
| --------- | ----------------------- |
| TOEFL     | Tuofu 托福              |
| IELTS     | Yasi 雅思               |
| TestDaf   | Defu 德福               |

Darstellung der Prüfungen auf Chinesisch: 中国国内主要英语考试分类

### Europäische Union
1995 publizierte die Europäische Kommission im Weißbuch Lehren und Lernen – Auf dem Weg zur kognitiven Gesellschaft die Empfehlung, dass jeder Schüler in zwei Sprachen der Union ausgebildet sein solle. Auf dem Lissabonner Gipfel von 2000 wurde die Beherrschung von (Fremd)sprachen als eine von fünf Schlüsselqualifikationen angesehen.
Tatsächlich ist der Fremdsprachenunterricht bereits seit 1974 in allen Mitgliedsstaaten (bis auf Irland) der Europäischen Gemeinschaft verpflichtend. Seit 1998 lernen nahezu alle Kinder in den Mitgliedsstaaten zumindest eine Fremdsprache. In Irland wird neben Englisch auch Irisch (Irisch-Gälisch) im Unterricht gelehrt, welches für die überwiegende Mehrheit der Schüler ebenfalls eine Fremdsprache ist, da es im Land nur von einer kleinen, regionalen Minderheit im Alltag gesprochen wird. Außerhalb Irlands wird Irisch so gut wie gar nicht gesprochen. Mindestens zwei Fremdsprachen werden verpflichtend gelehrt in Belgien (flämischer Teil), Dänemark, Estland, Finnland, Lettland, Luxemburg, Niederlande, Schweden, Slowenien, der Slowakei und der Republik Zypern.
Im europäischen Durchschnitt lernen europäische Kinder drei bis vier Stunden in der Woche Fremdsprachen. Normalerweise beginnen die Schulen die Sprachausbildung am Ende der Grund- bzw. Primarschule, in Malta, Luxemburg und Norwegen sowie in einigen deutschen Bundesländern allerdings bereits ab der ersten Klasse.
Englisch ist die häufigste Fremdsprache in der EU. 93 % aller Kinder lernen sie, meist zu Beginn der weiterführenden Schulen; noch höher ist diese Zahl in der Sekundarstufe II.
Französisch wird ab der Sekundarstufe I an 33 % aller Kinder in der EU vermittelt, mit Ausnahme von Slowenien. In der Sekundarstufe II fällt diese Zahl auf 28 %.
Deutsch wird ebenfalls in nahezu allen EU-Ländern gelehrt. Etwa 13 % aller Schüler in der EU lernen Deutsch als Fremdsprache in der Sek I, etwa 20 % in der Sek II.
Trotz des hohen Unterrichtsangebots an den Schulen beherrschen generell weniger Erwachsene eine Fremdsprache, als es anzunehmen wäre.

### Deutschland

#### Vor Einführung des institutionellen Unterrichts moderner Fremdsprachen an Schulen
Vor Einführung des institutionellen Unterrichts moderner Fremdsprachen lernten im größeren Umfang vor allem Pilger für die Pilgerfahren nach Rom, Jerusalem und Santiago, Wandergesellen und Landsknechte und deren Tross autodidaktisch Fremdsprachen. Seit dem 13. Jahrhundert sind entsprechende Studienmaterialien überliefert. Bereits im 17. und 18. Jahrhundert waren junge Adelige und Kaufmannssöhne daran interessiert lebende Fremdsprachen zu erwerben. Erst am Ende des 17. Jahrhunderts nahmen öffentliche Schulen lebende Fremdsprachen in ihren Unterricht auf. Aus diesem Grund wurden moderne Fremdsprachen in der Frühen Neuzeit vorrangig von privaten Sprachmeistern gelehrt. Um in den frühneuzeitlichen Städten Privatunterricht geben zu dürfen, mussten diese Sprachmeister um ein minderes Bürgerrecht ansuchen. Dieses mindere Bürgerrecht wurde nicht immer aufgrund von guten Fremdsprachenkenntnissen vergeben, sondern auch aufgrund von prominenten Unterstützern oder einer Geldhinterlegung. Das führte dazu, dass auch schlecht ausgebildete Sprachmeister Fremdsprachenunterricht gaben. Bei Fernkaufleuten und Adeligen war es auch üblich neben dem Unterricht durch Sprachmeister eine Entsendung an ausländische Kontore oder an einen ausländischen Hof vorzunehmen. Bei männliche Adeligen dienten Sprachmeister auch Begleiter der Grand Tour. Ab dem 17. Jahrhundert etablierte sich für adelige Mädchen Hausunterricht durch Gouvernanten. An den Universitäten wurde in der frühen Neuzeit den Studenten, die als Bürgersöhne damals nicht in den Genuss eines in den Schulen institutionalisierten Unterrichts moderner Fremdsprachen kamen, rein praktischer Sprachunterricht – nicht als wissenschaftliche Philologie – nebenbei erteilt, nicht selten durch ausländische Studenten an der Universität. Lehrsprache an den Universitäten war Latein.

#### Nach Einführung des institutionellen Unterrichts moderner Fremdsprachen an Schulen
Eine allgemeine Einführung des Französischunterrichts an höheren Lehranstalten für Buben erfolgte infolge der Revolutionskriege, zunächst in den linksrheinischen Gebieten, kurze Zeit später auch in den übrigen deutschen Staaten. Davor wurde nur an vereinzelten Schulen (einigen Jesuitenkollegs, Philanthropinum Dessau (siehe Philanthropin), Franckesche Stiftungen in Halle, die Berliner Handels- und Bürgerschule) ein Unterricht modernen Fremdsprachen erteilt. Nach der französischen Niederlage 1815 wurde der Französischunterricht zunächst wieder abgeschafft.
Nachdem das Gymnasium (für Buben) in Deutschland bis 1834 aus der Lateinschule hervorgegangen war, bildete sich in seinem Lehrplan die Fremdsprachenreihenfolge Latein, Altgriechisch und als dritte Fremdsprache Französisch heraus. In Seminarschulen, welche ihre Schüler auf die Priesterlaufbahn vorbereiten sollten, ersetzte Hebräisch das Französische. In den Jahrzehnten bis 1900, in denen das Realgymnasium und die Oberrealschule als zum Abitur hinführende Schultypen für Buben entstanden, wurde auf diesen Schularten eine Hinwendung zu den gesprochenen Sprachen vollzogen. Im Realgymnasium wurden Latein, Englisch und Französisch unterrichtet. Die Oberrealschulen brachten den Schülern Englisch und Französisch bei. Die fehlende dritte Fremdsprache wurde durch einen höheren mathematisch-naturwissenschaftlichen Unterrichtsschwerpunkt ausgeglichen. Auch im Kadettenkorps wurde der Fremdsprachenunterricht eingeführt.
Einen hohen Stellenwert hatte der Unterricht von Französisch und Englisch an den Höheren Töchterschulen (Lyzeen), der häufig bereits in der Vorschule begann. Nach der höheren Töchterschule wurden einige Mädchen auf Mädcheninternate, auch ins europäische Ausland vor allem in die Schweiz, Frankreich und Belgien geschickt. Seit den 1850er Jahren erteilten auch Lehrerinnenseminare Fremdsprachenunterricht. Für junge Mädchen bestand gegen Ende des 19. Jahrhunderts zudem die Möglichkeit als Au-Pair oder Haustochter in einer Familie eine Fremdsprache zu erlernen.
Im 19. Jahrhundert entstanden zunehmend private Sprachschulen (Berlitz Sprachschulen). Volkshochschulen entstanden bereits vereinzelt in den 1920er Jahren. Im breiten Umfang setzte sich Fremdsprachenunterricht an Volkshochschulen aber erst nach dem Zweiten Weltkrieg durch.
In der DDR wurde ab 1945 der Russischunterricht auch an Volksschulen verpflichtend. Ab dem Jahre 1964 wurde durch das Hamburger Abkommen in den neu gebildeten Hauptschulen ab der 5. Klasse Englisch unterrichtet. In einigen deutschen Staaten war eine Fremdsprache an Volksschulen schon vorher Teil des Lehrplans. In Hamburg wurde z. B. seit 1870 Englisch für alle Volksschüler verpflichtend an Volksschulen unterrichtet.
Bis in die neunziger Jahre wurde die erste Fremdsprache (überwiegend Englisch) in deutschen Schulen ab der fünften Klasse unterrichtet. Lediglich das Saarland bot ab der dritten Klasse Französisch-Unterricht an. In Sachsen gibt es bereits seit 1995 ab der dritten Klasse einen einstündigen Fremdsprachenunterricht. Im Schuljahr 1998/99 wurde mit der Einführung des Englisch-Unterrichts ab der dritten Klasse in Hamburg begonnen. Seit dem Schuljahr 2004/05 wird Englischunterricht flächendeckend in den Grundschulen aller Bundesländer angeboten.
→ Zur heutigen Situation siehe auch: Fremdsprache#Deutschland.
In neun von 16 Bundesländern werden Französisch und Italienisch angeboten. In Baden-Württemberg ist entlang der Grenze zu Frankreich Französischunterricht, im Rest des Landes Englischunterricht bereits ab der ersten Klasse Pflicht. Ein neuer Trend geht dahin, als zweite Fremdsprache Spanisch zu lernen: Während die Zahl der Lernenden im Fach Französisch zurückgeht, erhöht sich die Zahl der Schüler für das Spanische. In Hamburg etwa lernten 2010 34 % der Schüler Spanisch und 42 % Französisch. 2018 hat sich in Hamburg das Blatt zugunsten des Spanischen gewendet. Während die Nachfrage nach Schüleraustausch mit dem Nachbarland zurückgeht, zeigt sich eine Knappheit an Spanischlehrern. Deutschlandweit stieg seit Anfang der 1990er-Jahre die Zahl derer, die an allgemeinbildenden Schulen in Deutschland Spanisch lernen, von 0,5 % im Schuljahr 1992/1993 auf 5,9 % im Schuljahr 2021/2022 stetig an.
Die Möglichkeiten der Fremdsprachenwahl sind von Land zu Land verschieden: Zum Beispiel ist in öffentlichen bayerischen Gymnasien die zweite Fremdsprache notwendigerweise Latein oder Französisch, falls Englisch als erster Fremdsprache gewählt wurde, bzw. Englisch, falls Latein die erste Fremdsprache war; als dritte Fremdsprache sind dort an sprachlichen Gymnasien Französisch, Spanisch, Italienisch, Russisch oder Chinesisch bzw. an humanistischen Gymnasien Griechisch möglich.
In Schleswig-Holstein findet teilweise Dänischunterricht statt, in Niedersachsen und NRW Niederländischunterricht, in Brandenburg, Sachsen und Mecklenburg-Vorpommern findet in Grenznähe Polnischunterricht statt. Auch Berlin hat einige Angebote in dieser Sprache. In Thüringen wird an einigen Schulen Russisch als erste Fremdsprache angeboten.

### Frankreich
In Frankreich wird zumeist Englisch als erste Fremdsprache gelehrt. In Grenzregionen kann auch die Sprache des Nachbarlandes erste Fremdsprache sein. Der Fremdsprachenunterricht beginnt bereits im Collège. Die Grundlagen der zweiten Fremdsprache werden dort ebenfalls gelehrt, bevor sie im Lycée vertieft werden. Die zweite Fremdsprache ist zumeist Spanisch (44,2 Prozent), gefolgt von Deutsch (15,3 Prozent), Latein und Italienisch. Am Lycée können auch dritte Fremdsprachen erlernt werden. Es besteht dort ebenfalls die Möglichkeit, die erste oder zweite Fremdsprache vertiefend zu lernen. Hierfür werden Intensivkurse mit mündlichem Schwerpunkt angeboten (etwa sog. Anglais Renforcé). Hierbei zu beachten ist jedoch, dass Latein in Frankreich nicht als Fremdsprache, sondern (weil Französisch von Latein abstammt und Latein tot ist) als Sonderform gesehen und daher nicht miteinbezogen wird.

### Liechtenstein
→ Zur heutigen Situation siehe Fremdsprache#Schweiz und Liechtenstein (EDK).

### Luxemburg
→ Zur heutigen Situation siehe Fremdsprache#Luxemburg.

### Österreich
In der Monarchie wurde erstmals in den 1805 geschaffenen Realschulen eine lebende Fremdsprache unterrichtet, es war dies eine Sprache eines üblichen Handelspartners. Oft war es so, dass Realschulen in den Kronländern als deutsche Schulen geführt wurden, wodurch für Schüler nichtdeutscher Muttersprache bereits die Unterrichtssprache eine Fremdsprache war. Vereinzelt gab es auch Realschulen mit der jeweiligen Landessprache als die Unterrichtssprache, wo stets Deutschunterricht Im Rahmen der lebenden Fremdsprache erteilt wurde. Das Realschulwesen wurde 1849 ausgebaut und der Fremdsprachenunterricht gefestigt. Im Gymnasium dagegen wurde Latein und Griechisch unterrichtet, aber keine lebende Fremdsprache. Mit dem Zusammenbruch der Monarchie wurde in den Realschulen weiterhin eine Sprache eines Handelspartners, meist Italienisch oder Tschechisch, aber auch Latein oder später Französisch und fallweise auch Englisch unterrichtet. Erst in der nationalsozialistischen Ära wurde Englisch als Pflichtfach eingeführt. Auch in der Oberstufe des Gymnasiums wurde Englischunterricht erteilt, während in der Unterstufe weiter Latein und Griechisch vorherrschten.
Nach dem Zweiten Weltkrieg wurde Englisch und/oder die Sprache der Besatzungsmacht als Fremdsprache unterrichtet und nach 1955 Englisch zum Pflichtfach ab der 5. Schulstufe der Hauptschule (A-Zug), der Realgymnasien und der Gymnasien. Zweite Sprache war Latein.
Heute beginnt in Österreich der Unterricht in der lebenden Fremdsprache bereits in der Volksschule, wo ab der ersten Klasse eine verbindliche Übung (ohne Benotung) verpflichtend ist. Es wird zu 98 % Englisch unterrichtet, es kann aber auch Französisch, Italienisch, Kroatisch, Slowakisch, Slowenisch, Tschechisch oder Ungarisch sein. In der Sekundarstufe (Neue Mittelschule oder Gymnasium) wird Englisch als „Erste Lebende Fremdsprache“ zum Schularbeitsfach, je nach Schwerpunkt kann in der 7. Schulstufe (3. Klasse) eine weitere Sprache gewählt werden oder verpflichtend in der 9. Schulstufe (5. Klasse). In Österreich wurde traditionell Latein gewählt, das aber zunehmend von Französisch oder jüngst auch durch Spanisch oder Italienisch verdrängt wird, wobei hier je nach Schule vielfältige Kombinationen möglich sind. In nurmehr wenigen Schulen kann man ab der 7. Schulstufe Latein und ab der 9. Schulstufe Altgriechisch wählen.

### Polen
In Polen ist eine Fremdsprache ab der 4. Klasse Pflicht, in der Regel ist dies Englisch. Im Schuljahr 2008/2009 lernten 83 % der polnischen Grundschüler und 79 % der polnischen Mittelschüler Englisch. An den weiterführenden Schulen (etwa Liceum) wählen 95 % der Schüler Englisch als erste Fremdsprache. An zweiter Stelle folgt Deutsch, wobei das Interesse seit 2005 zurückgeht. 2010 lernten über 60 % der Schüler Deutsch. Während Deutsch vermehrt im Westen gelernt wird, findet Russisch eher im Osten Polens Interessenten. Die Bedeutung von Russisch ist seit der Abschaffung als verpflichtende Erstsprache im Jahr 1991 stark zurückgegangen. Etwa 10,1 % der Schulen bieten Russisch als Fremdsprache an. Französisch wird von 6,2 % der Schulen angeboten.

### Schweiz
→ Zur heutigen Situation siehe Fremdsprache#Schweiz und Liechtenstein (EDK).

### Vereinigte Staaten
In den USA werden Fremdsprachen an den Schulen (vor allem an den Middle Schools und High Schools), an den Colleges und in weiteren Einrichtungen wie z. B. Kulturzentren gelehrt. Während Fremdsprachenprogramme an öffentlichen Grundschulen noch die Ausnahme sind, gehören sie in privaten Day Care Centers zunehmend zum Angebot (v. a. Spanisch).
Sehr populär sind in den USA auch kommerzielle Sprachlernprogramme für den Hausgebrauch, wie das auf Audio-CDs basierende Pimsleur-System oder die Lernsoftware von Rosetta Stone und Rocket Languages.